# Васкс, Петерис
Петерис Васкс (латыш. Pēteris Vasks, род. 16 апреля 1946, Айзпуте, Латвия) — латвийский композитор.

## Очерк биографии и творчества
Сын священника, по окончании Рижской средней специальной музыкальной школы им. Э. Дарзиня по идеологическим соображениями был вынужден получить первое высшее образование не на родине, а в соседней Литве. В 1970 году закончил Государственную консерваторию Литовской ССР в Вильнюсе (класс контрабаса В. Серейки). В 1963-74 играл на контрабасе в Литовском филармоническом оркестре (1966-69), в камерном оркестре Латвийской филармонии (1969-70), в оркестре Латвийского радио и телевидения (1971-74) и др. В 1978 году закончил Латвийскую государственную консерваторию им. Я. Витола (класс композиции В. Ф. Уткина). С 1989 г. преподавал композицию в Рижском музыкальном колледже (ранее Специальная музыкальная школа) им. Э. Дарзиньша. Среди учеников А. Дзенитис, П. Буравицкий.
В раннем творчестве развивал традиции алеаторики и сонористики Лютославского и Пендерецкого. В стиле Васкса, окончательно сложившемся в 1980-х годах, объединены традиции латышской музыкальной культуры и элементы так называемого экологического направления (значительная часть сочинений посвящена теме природы); испытал влияние минимализма (например, в «Plainscapes», 2002). Сочинял в разных жанрах, для разных исполнительских составов, в том числе для оркестра (3 симфонии: 1991, 1998, 2005), хора (Pater noster, 1991; Dona nobis pacem, 1996; Месса, 2000, 2005 — все на традиционные католические тексты), для скрипки с оркестром (скрипичный концерт «Дальний свет», 1997), для органа («Песнь миру», 1984; Te Deum, 1991), для фортепиано («Музыка осени», 1981; «Пейзажи обожжённой земли», 1992; «Музыка весны», 1995).
Сочинения Васкса исполняют видные музыканты XX — начала XXI веков, среди них Г. Кремер, Ю. Сторгордс, Д. Герингас, С. Сондецкис, А. Борейко, П. Ярви, Ю. Кангас, Ю. Домаркас, Н. Новик и Р. Хараджанян, П. Мяги, Т. Зандерлинг, М. Пекарский, Т. Декснис, В. Шимкус, Кронос-квартет и др., они включаются в программы фестивалей современной музыки[уточнить]. Известны балетные постановки, основанные на симфонической музыке П. Васкса[уточнить]. Автор музыки для кино. В 2011 году в Латвии основан фонд П. Васкса с целью содействовать развитию современной латышской музыки.

## Признание
- Командор ордена Трёх звёзд (12 апреля 2001, Латвия)[4].
- Орден Белой звезды 3 класса (5 декабря 2005; Эстония)[5].
- Почётная грамота Президента Латвии (2019)[6].
- Почётная грамота Кабинета Министров Латвии (2006)[7].
- Большой музыкальной награды Латвии (1993, 1997, 2000).
- Премия Гердера (1996).
- Премия Балтийской ассамблеи по искусству (1996).
- Почётный член Латвийской академии наук (1994).
- Почётный член Шведской королевской академии музыки (2001).
- Почётный профессор Латвийской музыкальной академии.

## Избранные сочинения
- Партита для виолончели и фортепиано (1974)
- Камерная музыка для флейты, гобоя, кларнета, фагота и ударных (1975)
- Маленький концерт для голоса, дирижёра и композитора (1976)
- Moments musicaux для кларнета соло (1977)
- Первый струнный квартет (1977)
- Токката для двух фортепиано (1977)
- Маленькая ночная серенада (нем. Eine kleine Nachtmusik) для фортепиано (1978)
- Концерт для смешанного хора (1978)
- Книга, для виолончели соло (1978)
- Тихие песни, для смешанного хора (1979; 2-я ред. 1992)
- Cantabile, для струнных (1979)
- Вид с птицами, для флейты соло (1980)
- Кантата для клавесина (1980)
- Quasi una sonata, для фортепиано (1981)
- Послание, для струнного оркестра, двух фортепиано и ударных (1982)
- Musica dolorosa, для струнного оркестра (1983)
- Cantus ad pacem. Концерт для органа (1984)
- Струнный квартет № 2 (1984)
- Маленькая летняя музыка, для скрипки и фортепиано (1985)
- Соната для контрабаса (1986)
- Весенняя соната, для струнного секстета (1987)
- Латвия. Камерная кантата (1987)
- Наша песня, для женского хора (1988)
- Вечерняя музыка, для валторны и органа (1988)
- Musica seria, для органа (1988)
- Концерт для английского рожка с оркестром (1989)
- Соната одиночества, для гитары (1990)
- Pater noster, для хора с оркестром (1991; 2 редакции — на латинском и латышском языках)
- Te Deum для органа (1991)
- Голоса. Симфония (№ 1) для струнного оркестра (1991)
- Пейзаж выжженной земли. Фантазия для фортепиано (1992)
- Концерт для виолончели с оркестром (1994)
- Струнный квартет № 3 (1995)
- Окно, для четырёх солистов или смешанного хора на стихи Ч. Милоша (1995)
- Адажио для струнного оркестра (1996)
- Музыка Адвента (Musica Adventus), для струнного оркестра (1996).
- Dona nobis pacem, для хора с оркестром (1996)
- Дальний свет. Концерт для скрипки с оркестром (1997)
- Симфония № 2 (1998)
- Месса (для хора без сопровождения, 2000, 2-я ред. для хора с органом, 2003; 3-я ред. для хора и струнного оркестра, 2005)
- Струнный квартет № 4 (2000)
- Viatore, для струнных и органа (2001)
- Musica appassionata, для струнного оркестра (2002)
- Простые пейзажи (Plainscapes), для скрипки, виолончели и хора (2002)
- Струнный квартет № 5 (2004)
- Canto di forza, для 12 виолончелей (2005)
- Симфония № 3 (2005)
- Размышление (Meditation), для скрипки и струнного оркестра (2006)
- Sala. Симфоническая элегия (2007)
- Рождение (Birth), для хора и ударных (2008)
- Концерт для флейты с оркестром (2009)
- Credo, для симфонического оркестра (2009)
- Богоявление (Epifania), для струнного оркестра
- Простые пейзажи (Plainscapes), для скрипки, виолончели и фортепиано (2011)
- Молитва (2011)
- Klātbūtne, для виолончели и струнного оркестра (2012)
- Литовский танец, для фортепиано (2012)
- Липа, для хора (2012)
- Маленькая летняя музыка, для альта и фортепиано (2012)
- Песни любви, для хора (2013)
- Плод молчания, для хора с фортепиано (2013)
- Концерт для альта и струнного оркестра (2015)